# Автухова, Татьяна Анатольевна
Татьяна Анатольевна Автухова (бел. Таццяна Анатольеўна Аўтухова, 24 сентября 1965, д. Застодолье, Сенненского района Витебской области, Белорусская ССР, СССР) — белорусский государственный и политический деятель. Депутат Палаты представителей Национального собрания VII созыва (с 2019 года).

## Биография
Родилась Татьяна 24 сентября 1965 года в д. Застодолье, что находится в Сеннениском районе. окончила Витебский государственный педагогический институт имени С.М.Кирова по специальности «Педагогика и методика начального обучения». Работала учителем в одной из средних школ г. Витебск, была заместителем директора по воспитательной работе в средних школах. 17 лет находилась в должности директора государственного учреждения образования «Средняя школа № 45 г. Витебска». Избиралась депутатом Витебского городского Совета депутатов 26 созыва. 23 марта 2014 года вступила в должность депутата Витебского городского Совета депутатов 27 созыва. Также, после окончания своих полномочий 18 февраля 2018 года продолжила работать депутатом, но уже в Витебском областном Совете депутатов 28 созыва.
Была избрана депутатом Палаты представителей Национального собрания Белоруссии VII созыва. Округ: Витебский-Чкаловский № 18. Число избирателей: 67467. Помощник: Ольга Петровна Борейко.
Проживает в Витебске.

## Депутат Палаты представителей

### VII созыв (с 6 декабря 2019)
Во время функционирования Палаты представителей VII созыва является членом Постоянной комиссии по образованию, культуре и науке.
Законопроекты:
- «О ратификации Договора о товарных знаках, знаках обслуживания и наименованиях мест происхождения товаров Евразийского экономического союза»;
- «О ратификации соглашения между Правительством Республики Беларусь и Правительством Республики Узбекистан о взаимном признании документов об образовании, документов об обучении».

## Выборы
| Кандидат                    | Кандидат                         | Субъект выдвижения                | Голосов | %     |
| --------------------------- | -------------------------------- | --------------------------------- | ------- | ----- |
|                             | Автухова Татьяна Анатольевна     | Беспартийная                      | 32 040  | 74,82 |
|                             | Егоренков Юрий Геннадьевич       | Либерально-демократическая партия | 3 497   | 8,17  |
|                             | Гаврутиков Алексей Александрович | Партия БНФ                        | 2 475   | 5,78  |
|                             | Яскевич Ирина Григорьевна        | Объединённая гражданская партия   | 1 558   | 3,64  |
| Против всех                 | Против всех                      | Против всех                       | 2 439   |       |
| Недействительных бюллетеней | Недействительных бюллетеней      | Недействительных бюллетеней       | 813     |       |
| Всего                       | Всего                            | Всего                             | 69 864  | 100   |
| Явка избирателей            | Явка избирателей                 | Явка избирателей                  | 42 822  | 61,29 |

## Награды
- Грамота Министерства образования Республики Беларусь;
- Грамота Витебского городского Совета депутатов;
- Грамота Витебского областного исполнительного комитета[4].

## Личная жизнь
Замужем, есть дочь.